# Gouvernement Jouthe
République d’Haïti
Céant Henry
Le gouvernement Joseph Jouthe est le gouvernement d'Haïti du 4 mars 2020 au 20 juillet 2021.
À la suite de l'assassinat de Jovenel Moïse le 7 juillet 2021, le gouvernement exerce l'intérim de la présidence de la République.

## Historique

### Formation
N'étant pas parvenu à faire approuver son équipe gouvernementale, le Premier ministre par intérim, Jean-Michel Lapin démissionne le 22 juillet suivant. Fritz-William Michel est nommé par le président Jovenel Moïse pour lui succéder. Lapin reste cependant en place. En effet, celui-ci, ayant obtenu la confiance de la Chambre des députés, n'est cependant pas ratifié par le Sénat. Celui-ci devient dysfonctionnel le 13 janvier 2020, après le départ des deux-tiers de ses membres qui sont arrivés en fin de mandat, en même temps que la fin de la législature de la Chambre des députés. Le 2 mars, Joseph Jouthe est nommé Premier ministre par le président. Il est investi avec son gouvernement le 4 mars,.

### Évolution
Le gouvernement est remanié le 12 avril 2020 avec l'entrée de quatre nouveaux ministres.
Le 10 juillet 2020, Rockfeller Vincent devient ministre de la Justice.

### Succession
Le 14 avril 2021, le gouvernement Jouthe présente sa démission au président Moïse, qui l'accepte. Le ministre des Affaires étrangères Claude Joseph est nommé Premier ministre par intérim,.
Ariel Henry est nommé Premier ministre le 5 juillet 2021,. Le 7 juillet, le président Jovenel Moïse est assassiné,. Le lendemain, Henry estime être le Premier ministre en fonction. Henry forme son gouvernement le 19 juillet. Il prend ses fonctions le lendemain.

## Composition

### Initiale (4 mars 2020)
La composition est la suivante.
| Portefeuille | Titulaire | Titulaire                 | Parti |
| --- | --------- | ------------------------- | ----- |
| Premier ministre Ministre de la Planification et de la Coopération externe                                         |           | Joseph Jouthe             | SE    |
| Ministre de l'Éducation                                                                                            |           | Pierre Josué Agénor Cadet | SE    |
| Ministre des Affaires sociales et du Travail                                                                       |           | Nicole Yolette Altidor    | SE    |
| Ministre de la Santé publique et de la Population                                                                  |           | Marie Gréta Roy Clément   | SE    |
| Ministre de l'Économie et des Finances                                                                             |           | Michel Patrick Boivert    | SE    |
| Ministre de l'Intérieur et des Collectivités territoriales Ministre de la Culture et de la Communication (intérim) |           | Audain Fils Bernadel      | SE    |
| Ministre à la Condition féminine et aux Droits des femmes                                                          |           | Giselaine Mompremier      | SE    |
| Ministre du Commerce et de l'Industrie                                                                             |           | Jonas Coffy               | SE    |
| Ministre des Affaires étrangères et des Cultes                                                                     |           | Claude Joseph             | SE    |
| Ministre des Travaux publics, des Transports et de la Communication                                                |           | Nader Joiséu              | SE    |
| Ministre par intérim des Haïtiens vivant à l’étranger                                                              |           | Nicole Yolette Altidor    | SE    |
| Ministre de la Jeunesse, des Sports et de l'Action civique                                                         |           | Max Attys                 | SE    |
| Ministre de la Défense                                                                                             |           | Jean Walnard Dorneval     | SE    |
| Ministre de l'Agriculture, des Ressources naturelles et du Développement rural                                     |           | Patrix Sévère             | SE    |
| Ministre de la Justice et de la Sécurité publique                                                                  |           | Lucmanne Délille          | SE    |
| Ministre de l'Environnement                                                                                        |           | Abner Septembre           | SE    |
| Ministre par intérim du Tourisme                                                                                   |           | Giselaine Mompremier      | SE    |

### Remaniement du 12 avril 2020
- Les nouveaux ministres sont indiqués en gras, ceux ayant changé d'attributions en italique.

| Portefeuille                                                                   | Titulaire | Titulaire                                                  | Parti |
| ------------------------------------------------------------------------------ | --------- | ---------------------------------------------------------- | ----- |
| Premier ministre Ministre de la Planification et de la Coopération externe     |           | Joseph Jouthe                                              | SE    |
| Ministre de l'Éducation                                                        |           | Pierre Josué Agénor Cadet                                  | SE    |
| Ministre des Affaires sociales et du Travail                                   |           | Nicole Yolette Altidor                                     | SE    |
| Ministre de la Santé publique et de la Population                              |           | Marie Gréta Roy Clément                                    | SE    |
| Ministre de l'Économie et des Finances                                         |           | Michel Patrick Boivert                                     | SE    |
| Ministre de l'Intérieur et des Collectivités territoriales                     |           | Audain Fils Bernadel                                       | SE    |
| Ministre de la Culture et de la Communication                                  |           | Pradel Henríquez                                           | SE    |
| Ministre à la Condition féminine et aux Droits des femmes                      |           | Giselaine Mompremier                                       | SE    |
| Ministre du Commerce et de l'Industrie                                         |           | Jonas Coffy                                                | SE    |
| Ministre des Affaires étrangères et des Cultes                                 |           | Claude Joseph                                              | SE    |
| Ministre des Travaux publics, des Transports et de la Communication            |           | Nader Joiséu                                               | SE    |
| Ministre des Haïtiens vivant à l’étranger                                      |           | Louis Gonzague Edner Day                                   | SE    |
| Ministre de la Jeunesse, des Sports et de l'Action civique                     |           | Max Attys                                                  | SE    |
| Ministre de la Défense                                                         |           | Jean Walnard Dorneval                                      | SE    |
| Ministre de l'Agriculture, des Ressources naturelles et du Développement rural |           | Patrix Sévère                                              | SE    |
| Ministre de la Justice et de la Sécurité publique                              |           | Lucmanne Délille (jusqu'au 10/07/2020) Rockefeller Vincent | SE    |
| Ministre de l'Environnement                                                    |           | Abner Septembre                                            | SE    |
| Ministre du Tourisme                                                           |           | Myriam Jean                                                | SE    |
| Ministre délégué chargé de la Citoyenneté et du Patriotisme                    |           | Georges Antoine Guy André Junior                           | SE    |

### Remaniement du 14 avril 2021
- Les nouveaux ministres sont indiqués en gras, ceux ayant changé d'attributions en italique.

| Portefeuille | Titulaire | Titulaire                 | Parti |
| --- | --------- | ------------------------- | ----- |
| Premier ministre (intérim) Ministre des Affaires étrangères et des Cultes                                        |           | Claude Joseph             | SE    |
| Ministre de l'Éducation                                                                                          |           | Pierre Josué Agénor Cadet | SE    |
| Ministre de la Santé publique et de la Population                                                                |           | Marie Gréta Roy Clément   | SE    |
| Ministre de l'Économie et des Finances Ministre de la Planification et de la Coopération externe (intérim)       |           | Michel Patrick Boivert    | SE    |
| Ministre des Haïtiens vivant à l'étranger Ministre de l'Intérieur et des Collectivités territoriales (intérim)   |           | Louis G. Edner Day        | SE    |
| Ministre à la Condition féminine et aux Droits des femmes Ministre des Affaires sociales et du Travail (intérim) |           | Giselaine Mompremier      | SE    |
| Ministre du Commerce et de l'Industrie                                                                           |           | Jonas Coffy               | SE    |
| Ministre des Travaux publics, des Transports et de la Communication                                              |           | Nader Joiséu              | SE    |
| Ministre de la Jeunesse, des Sports et de l'Action civique                                                       |           | Auguste D'Mezard          | SE    |
| Ministre de la Défense                                                                                           |           | Jean Walnard Dorneval     | SE    |
| Ministre de l'Agriculture, des Ressources naturelles et du Développement rural                                   |           | Patrix Sévère             | SE    |
| Ministre de la Justice et de la Sécurité publique                                                                |           | Rockefeller Vincent       | SE    |
| Ministre de l'Environnement                                                                                      |           | Abner Septembre           | SE    |
| Ministre du Tourisme                                                                                             |           | Myriam Jean               | SE    |